# Genesys (Unternehmen)
Genesys bietet Customer-Experience- und Contact-Center-Produkte für mittelgroße und große Unternehmen an. Dazu gehören cloudbasierte und On-Premises-Produkte. Der Hauptsitz befindet sich in Daly City, Kalifornien. Das Unternehmen wurde 1990 gegründet und 2012 von Permira Funds und Technology Crossing Ventures im Februar 2012 erworben. Paul Segre führt das Unternehmen seit 2007.

## Geschichte

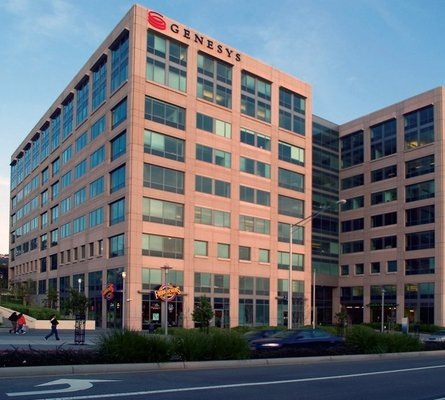
Hauptsitz

Genesys wurde von Gregory Shenkman und Alec Miloslavsky im Oktober 1990 gegründet. Das Unternehmen ging im Juni 1997 an die Börse und wurde an der NASDAQ unter dem Tickersymbol GCTI aufgeführt. Im Dezember desselben Jahres erwarb Genesys Forte Software Inc (später umbenannt in Adante), einen Anbieter von E-Mail-Management-Software. Das Unternehmen erwarb im Juni 1999 ebenfalls Next Age Technologies, einen Workforce-Management-Software-Hersteller. Ende 1999 akquirierte Alcatel-Lucent (damals Alcatel) Genesys für 1,5 Milliarden US-Dollar.
2001 erwarb Genesys Vermögenswerte an IBMs CallPath Computer Telephony Integration (CTI). Mit dem Erwerb des in Campbell, Kalifornien ansässigen Unternehmens Telera erweiterte Genesys 2002 seine Sprachportal- und Interactive-Voice-Response-Systeme (IVR). 2006 ergänzte das Unternehmen seine IVR-Produkte mit der Akquisition von VoiceGenie und GMK.
Paul Segre folgte Wes Hayden als Chief Executive Officer von Genesys im Oktober 2007. Er war zuletzt als Chief Operating Officer des Unternehmens tätig. Zwei Monate später – im Dezember 2007 – erwarb das Unternehmen Informiam, einen Anbieter von Performance-Management-Software für den Betrieb des Kundenservices. Zusätzlich erwarb Genesys 2008 Consero und SDE Software Development Engineering. Conseros entwickelt eine Software für High-Volume-Arbeitsaufgabenmanagement. SDE stellt eine Hosting-Management-Software bereit.
Permira und Technologie Crossover Ventures übernahmen Genesys von Alcatel-Lucent für 1,5 Milliarden US-Dollar im Februar 2012. Im selben Jahr erwarb Genesys LM Sistema, einen brasilianischen Anbieter von IVR-Systemen.
2013 akquirierte Genesys fünf weitere Unternehmen: Im Januar erwarb es Utopy, einen Sprachanalyse- und Workforce-Optimization-Anbieter. Einen Monat später übernahm das Unternehmen Angel, einen Anbieter von cloud-basierten IVR- und Contact-Center-Produkten. Im Mai desselben Jahres erwarb das Unternehmen für 100 Millionen US-Dollar SoundBite Communications, ein Unternehmen, das eine cloudbasierte Software für Collection und Payment, das Mobile Marketing sowie den Kundenservice bereitstellt. Mit Echopass übernahm Genesys im Oktober 2013 einen Anbieter einer cloudbasierten Contact Center Software. Im Dezember expandierte Genesys in Brasilien und Lateinamerika mit der Übernahme des Workforce-Optimization-Anbieters Voran Technologia.
Im Januar 2014 übernahm Genesys Ventriloquist Voice Solutions, ein kanadisches Unternehmen, das cloudbasierte Produkte zur Multi-Channel-Kundenkommunikation und -Interaktion anbietet. Ventriloquist war zuvor ein Genesys-Partner. Im selben Monat akquirierte das Unternehmen Solariat, eine Social-Customer-Care- und Analytics-Plattform. Im Mai 2014 erwarb Genesys OVM Solutions, ein Unternehmen für die automatisierte Messaging-Kommunikation. Im September 2014 erwarb das Unternehmen dann das in Singapur beheimatete Beratungsunternehmen CanaPlus Consulting, um Genesys in der Asien-Pazifik-Region zu verstärken.
Im Dezember 2015 kauft Genesys SpeechStorm, ein Unternehmen, das Interactive-Voice-Response-Produkte anbietet. Im August 2016 kündigt Genesys an, das Cloud-Software Unternehmen Interactive Intelligence für 1,4 Milliarden US-Dollar zu übernehmen.
Im Februar 2018 gab Genesys die Übernahme von Altocloud, einem Anbieter für Customer-Journey-Analysen, bekannt.